# Квінт Цедіцій
Квінт Цедіцій (*Quintus Caedicius, д/н —256 до н. е.) — політичний та військовий діяч часів Римської республіки, учасник Першої Пунічної війни.

## Життєпис
Походив з відомого та впливового плебейського роду Цедіціїв. Його предок Марк Цедіцій уславився під час захоплення галлами Риму у 390 році до н. е. Син Квінта Цедіція Ноктуа, консула 289 року до н. е. Не відомо з якої причин проте Квінт Цедіцій молодший не став використовувати родинний когномен «Ноктуа».
У 258 році до н. е. як військовий трибун воював проти карфагенян під орудою консула Авлом Атілієм Калатіном, під час одного з боїв разом з іншим військовим трибуном Марком Кальпурнієм Фламмом врятував римське військо, яке потрапило у засідку.
У 256 році до н. е. обирається консулом (разом з Луцієм Манлієм Вульсоном Лонгом). Під час війни з карфагенянами на Сицилії загинув або помер від якоїсь хвороби. Замість нього консулом суфектом став Марк Атілій Регул.
Цедіцій відомий висловом «Дійти туди, соратники, необхідно, а повернутися необхідності немає» (під час складного прориву крізь лави супротивника). Згодом вислів на свій норов повторювали різні римські політики, зокрема Гней Помпей Великий.